# Douglass Dumbrille
Douglass Dumbrille (* 13. Oktober 1889 in Hamilton, Ontario; † 2. April 1974 in Woodland Hills, Kalifornien) war ein kanadisch-US-amerikanischer Schauspieler.

## Leben und Karriere
Der gebürtige Kanadier Dumbrille arbeitete als Bankangestellter und Zwiebelfarmer, bevor er sich der Schauspielerei zuwandte. Er schloss sich einer Theatergruppe an und zog mit ihr durch Nordamerika. Sein Broadwaydebüt gab Dumbrille im Jahre 1924 als Banquo in Shakespeares Macbeth. Er trat außerdem in einer Ziegfeld-Produktion von Die drei Musketiere in der Rolle des Athos auf. Zehn Jahre später spielte er erneut Athos in einer Filmversion von Allan Dwan.
Seinen ersten Filmauftritt hatte Dumbrille bereits im Jahre 1924, doch erst mit Beginn des Tonfilmes trat er dort regelmäßig auf. Durch seine bullige Statur und seine tiefe Stimme wurde Dumbrille überwiegend in unsympathischen oder harten Rollen eingesetzt, zum Beispiel als brutaler Schurke oder strenge Autoritätsfigur. Er spielte unter anderem Gangster in den Filmen Der Frauenheld (1933) und Broadway Bill (1934). Frank Capra besetzte Dumbrille im Jahre 1936 als machthungrigen Anwalt in Mr. Deeds geht in die Stadt, der Gary Cooper um sein Millionerbe bringen will. Ein Jahr zuvor war Dumbrille bereits als düsterer Gegenspieler von Cooper im Film Bengali eingesetzt worden, hier verkörperte er den exotischen Rebellenführer Mohammed Khan.
Häufig spielte Dumbrille den ernsten Gegenpart von Komikern wie den Marx Brothers, Abbott und Costello sowie Bob Hope. So treiben die Marx Brothers ihn in der Rolle eines skrupellosen Managers in Die Marx Brothers im Kaufhaus fast zum Wahnsinn, weil sie alle von seinen Mordanschläge auf seinen Neffen vereiteln. In den 1950er-Jahren hatte Dumbrille vermehrt Gastrollen im Fernsehen und hatte Nebenrollen in den Historienfilmen Julius Caesar (1953) und Die zehn Gebote (1956). Im Jahre 1964 zog er sich nach fast 200 Filmen und einigen Fernsehauftritten aus dem Filmgeschäft zurück.
Mit seiner ersten Ehefrau Jessie Lawson war Dumbrille von 1910 bis zu ihrem Tod im Jahre 1958 verheiratet gewesen. Im Alter von siebzig Jahren heiratete er 1960 die 28-jährige Patricia Mowbray, die Tochter seines Schauspielkollegen Alan Mowbray. Sie blieben bis zu Dumbrilles Tod im Jahre 1974 verheiratet. Er starb im Alter von 84 Jahren an einem Herzinfarkt und wurde auf dem Valhalla Memorial Park Cemetery in North Hollywood bestattet.

## Filmografie (Auswahl)
- 1913: Eighty Million Women Want
- 1924: The Declaration of Independence
- 1932: The Wiser Sex
- 1932: Jagd auf James A. (I Am a Fugitive from a Chain Gang)
- 1933: Ein charmanter Schwindler (Hard to Handle)
- 1933: Baby Face
- 1933: Der Frauenheld (Lady Killer)
- 1933: Abenteuer in zwei Erdteilen (King of the Jungle)
- 1933: Der Boß ist eine schöne Frau (Female)
- 1934: Tag, Nellie! (Hi, Nellie!)
- 1934: Hide-Out
- 1934: Nebel über Frisco (Fog over Frisco)
- 1934: Journal of a Crime
- 1934: Die Schatzinsel (Treasure Island)
- 1934: Broadway Bill
- 1935: Tolle Marietta (Naughty Marietta)
- 1935: Peter Ibbetson
- 1935: Schuld und Sühne (Crime and Punishment)
- 1935: Love Me Forever
- 1935: Cardinal Richelieu
- 1935: Bengali (The Lives of a Bengal Lancer)
- 1936: Eine Prinzessin für Amerika (The Princess Comes Across)
- 1936: Mr. Deeds geht in die Stadt (Mr. Deeds Goes to Town)
- 1937: Tarantella (The Firefly)
- 1937: Ali Baba geht in die Stadt (Ali Baba Goes to Town)
- 1937: Finale in St. Petersburg (The Emperor’s Candlesticks)
- 1937: Die Marx Brothers: Ein Tag beim Rennen (A Day at the Races)
- 1938: Storm Over Bengal
- 1938: The Mysterious Rider
- 1939: The Three Musketeers
- 1939: Die goldene Peitsche (Kentucky)
- 1939: Kettensträfling in Australien (Captain Fury)
- 1940: Goldschmuggel nach Virginia (Virginia City)
- 1940: Die Perlenräuber von Pago-Pago (South of Pago-Pago)
- 1941: Der Weg nach Sansibar (Road to Zanzibar)
- 1941: Die Marx Brothers im Kaufhaus (The Big Store)
- 1942: 10 Leutnants von West-Point (Ten Gentlemen from West Point)
- 1942: Charlie Chan: Das Schloß in der Wüste (Castle in the Desert)
- 1942: Stand by for Action
- 1943: Du Barry Was a Lady
- 1944: Auf Ehrenwort (Uncertain Glory)
- 1944: Abenteuer im Harem (Lost in a Harem)
- 1945: Jungle Queen
- 1945: A Medal for Benny
- 1946: Der Weg nach Utopia (Road to Utopia)
- 1946: The Catman of Paris
- 1946: Mit Pinsel und Degen (Monsieur Beaucaire)
- 1947: Achtung, Küstenpolizei (Dragnet)
- 1947: Brennende Grenze (The Fabulous Texan)
- 1947: Frau ohne Moral? (Dishonored Lady)
- 1948: Pferdediebe am Missouri (Last of the Wild Horses)
- 1949: Männer mit eisernen Nerven (Riders of the Whistling Pines)
- 1949: Flitterwochen mit Hindernissen (Tell it to the Judge)
- 1950: Die Piratenbraut (Buccaneer’s Girl)
- 1950: Abbott und Costello als Legionäre (Abbott and Costello in the Foreign Legion)
- 1950: Lach und wein mit mir (Riding High)
- 1950: Terror über Colorado (The Savage Horde)
- 1952: Bleichgesicht Junior (Son of Paleface)
- 1953: Julius Caesar
- 1953: Das geheimnisvolle Testament (Plunder of the Sun)
- 1954: A Life at Stake
- 1956: Davy Crockett und die Flusspiraten (Davy Crockett and the River Pirates)
- 1956: Die zehn Gebote (The Ten Commandments)
- 1958: König der Freibeuter (The Buccaneer)
- 1960: Der Spätzünder (High Time)
- 1963: Die Rache des Johnny Cool (Johnny Cool)